# Феррейра-ду-Алентежу (фрегезия)
Феррейра-ду-Алентежу (порт.  Ferreira do Alentejo) — фрегезия (район) в муниципалитете Феррейра-ду-Алентежу округа Бежа в Португалии. Территория — 226,12 км². Население — 4866 жителей. Плотность населения — 21,5 чел/км².